# Geralt din Rivia
Geralt din Rivia (poloneză Geralt z Rivii) este un personaj fictiv și protagonistul seriei povestirilor și romanelor scriitorului polonez Andrzej Sapkowski, precum și ale jocurilor video The Witcher 3: Wild Hunt, The Witcher 2: Assassins of Kings și The Witcher. Ca și toti witcherii, Geralt este un vânător de monștri care posedă abilități supranaturale dobândite în urma unei tehnici de inițiere specifice numite Procesului Ierburilor (The Trial of Grasses). În urma durerosului proces, Geralt obține toleranță crescută la poțiunile magice numite mutageni, prin care obține abilitățiile sale specifice. 
Geralt este expert în folosirea spadei, arcului, precum și în modalități de ucidere a monștrilor. Geralt este unul dintre puținii witcheri ce au fost supuși mai multor procese de mutație, obținănd astfel forță, viteză și rezistență fizică superioară omului de rând. În schimb, aceste mutații i-au deteminat depigmentarea părului, infertilitatea și încetinirea procesului de îmbătrânire.

## Originea personajului
Geralt este fiul vrăjitoarei Visenna și probabil al războinicului Korin. La scurt timp de la naștere, Geralt a fost dus de mama sa la cetatea Kaer Morhen, baza de pregătire a războinicilor witcher. Aici Geralt primește antrenamentul specific pentru a deveni witcher, un războinic plătit să ucidă monștri.
După ce supraviețuiește proceselor de mutație, Geralt primește medalionul de witcher, în formă de cap de lup, simbolul Școlii Lupului (The School of the Wolf), și își începe noua viață, alături de un cal numit Roach (Plotka în poloneză).
În ciuda numelui, Geralt nu este originar din Rivia (în ciuda faptului că a învățat să imite accentul rivian). Tinerii candidați erau sfătuiți de către Maestrul Vesemir să-și aleagă un pseudonim, pentru a câștiga încrederea potențialilor clienți. Numele ales inițial de acesta este Geralt Roger Eric du Haute-Bellegarde, care însă a fost considerat prea pretențios și caraghios de către Vesemir.
Ghidându-se după Codul Witcherilor, Geralt îi cere la un moment dat prințesei Pavetta și prințului Duny, copilul nenăscut, invocând legea surprizelor, conform căreia clienții îi datorează witcher-ului ceva ce nu posedă la momentul încheierii contractului, dacă nu au o modalitate de a-l plăti pe acesta. Copilul se dovedește a fi fată, Cirilla (Ciri sau Ziri în dialectul Elder). Deoarece fetele nu puteau deveni witcher, Geralt refuză să o primească pe Ciri, dar destinul le va intersecta drumurile, o dată cu moartea bunicii sale, regina Calanthe, și o va crește pe aceasta ca și când ar fi fiica sa.

## Personalitate
În jocurile video cu același titlu, modul de acționare al lui Geralt este definit în mare parte de opțiunile și alegerile jucătorului, dar acesta nu poate modifica personalitatea witcher-ului.
Geralt are un mod de acționare singuratic, fiind adesea distant și cinic în relația cu celelalte personaje, însă este loial aliaților săi, oferindu-le acestora sfaturi înțelepte și pline de umor.
El posedă o bogată experiență de viață și de luptă dobăndită de-a lungul vieții sale de aproape o sută de ani. În funcție de alegerea jucătorului, Geralt este dispus să riște viitorul statului Temeria, pentru a o salva pe Triss Merigold, una dintre opțiunile romantice pe care jucătorul le poate alege. De asemenea, la un moment dat, el își oferă viața lui Scoia'tael, pentru a-și salva prietenul, bardul Dandelion.
Datorită înfățișării sale, a fost supranumit Gwynbleidd (Lupul Alb). În romane, personalitatea sa este descrisă ca fiind mult mai umană, Geralt având deseori mustrări de conștiință legate de acțiunile sale.

## Abilități
Datorită antrenamentelor intensive din Kaer Morhen, Geralt este expert în mânuirea armelor, în special a săbiilor și arbaletei. 
în urma mutațiilor suferite, Geralt are forță, viteză și rezistență fizică sporite, precum și abilitatea de a-și dilata pupilele astfel încât să vadă pe timp de noapte.
În acțiunile sale el se folosește de două săbii, dintre care una din argint folosită la uciderea monștrilor, precum și de diverse uleiuri, bombe artizanale, decocturi și poțiuni magice, precum și de alchimie.
Fiind un witcher, Geralt a învățat folosirea unor vrăji specifice, numite semne: 
- Aard - o explozie dirijată a energiei telechinetice care zguduie adversarii, lăsându-i vulnerabili unui atac ulterior
- Igni - o explozie pirotehnică care poate provoca incendii sau combustie umană spontană
- Yrden - o capcană magică care atunci când este încălcată de inamic îi provoacă acestuia atacuri pshiotronice
- Quen - formează un scut energetic în jurul witcher-ului, minimizând atacurile suferite
- Axii - un val energetic care permite manipularea psihologică a voinței celor din jur, modificând percepția extrasenzorială a victimei

## Relații cu alte personaje
Deși solitar prin natura ocupației, Geralt interacționază cu o serie de personaje pe parcursul misiunilor sale.
În The Witcher 3: Wild Hunt este înfățișat luptând alături de alți witcheri precum Maestrul Vesemir, Lambert sau Eskel.
În misiunile sale, Geralt colaborează cu alte personaje precum: Yennefer, Triss Merigold, Zoltan Chivay, bardul Dandelion, Sigismund Dijkstra, Vernon Roche, Crach an Craite, Avallac'h, Elihal, etc.
În seria de jocuri video, în funcție de alegerile jucătorului, Geralt poate dezvolta relații sentimentale cu două personaje principale: Triss Merigold și Yennefer din Vengerberg, precum și cu alte personaje secundare precum Shani sau Keira Metz.
Geralt întâlnește mai mulți adversari printre care Morvran Voorhis și Emhyr var Emreis, vrăjitoarea Philippa Eilhart, precum și elfii Nithral, Imlerith, Caranthir sau Eredin.

## Renumele
Prietenia cu bardul Dandelion i-a atras în mod indirect o anumită faimă prin intermediul poemelor și cântecelor despre vitejia acestuia, scrise de către prietenul său poet. Faima lui Geralt se datorează însă și unor evenimente mai puțin fericite. 
Unul dintre supranumele sale este acela de Măcelarul din Blaviken și provine dintr-un eveniment din trecutul său, când a ucis o bandă de bandiți pe teritoriul Redaniei.
Totodată, datorită îndelungatei sale activități de witcher, a devenit cunoscut atât clasei aristocratice din Nilfgaard, Redania, Oxenfurt sau Insulele Skellige, cât și țărănimii și clasei urbane.

## Legături externe
- http://www.giantbomb.com/geralt-of-rivia/3005-2039/
- http://witcher.gamepedia.com/Geralt_of_Rivia
- http://witcher.wikia.com/wiki/Geralt_of_Rivia#Biography
- http://www.giantbomb.com/geralt-of-rivia/3005-2039/